# Weinmannia hutchinsonii
Weinmannia hutchinsonii är en tvåhjärtbladig växtart som beskrevs av Merrill. Weinmannia hutchinsonii ingår i släktet Weinmannia och familjen Cunoniaceae. Inga underarter finns listade i Catalogue of Life.